# Deronectes bicostatus
Deronectes bicostatus är en skalbaggsart som först beskrevs av Hermann Rudolph Schaum 1864.  Deronectes bicostatus ingår i släktet Deronectes och familjen dykare. Inga underarter finns listade i Catalogue of Life.